# (5222) Ioffe
(5222) Ioffe (1980 TL13) – planetoida z pasa głównego asteroid okrążająca Słońce w ciągu 4,62 lat w średniej odległości 2,77 j.a. Odkryta 11 października 1980 roku.